# The Number of the Beast
The Number of the Beast je třetí studiové album heavy metalové kapely Iron Maiden.
V britském žebříčku se umístilo na prvním místě, stalo se jedním ze zásadních heavymetalových alb a vyneslo kapelu ke slávě. Samostatně vyšly singly Run to the Hills a The Number of the Beast.
Rozšířená/remasterovaná verze CD obsahuje před Hallowed Be Thy Name bonusovou skladbu "Total Eclipse".
Po úspěchu alba Killers a turné v roce 1981 byl zpěvák Paul Di'Anno, kvůli svým rostoucím problémům s alkoholem a drogami, z Iron Maiden vyhozen. The Number of the Beast je tedy debutovým albem Bruce Dickinsona, který přišel ze skupiny Samson.
Hit „Run To the Hills“ se umístil na #7 a titulní skladba „The Number of the Beast“ na #18.
Album bylo ale zároveň kritizováno za temné texty v titulní skladbě a za obal. Nakonec však dokázalo, že jde o mistrovské dílo klasického metalu.[zdroj⁠?!]
Na albu měla být skladba "Total Eclipse", která se na album nevešla. Během nahrávání alba složili spoustu materiálu a museli jsi vybrat mezi skladby "Gangland" a "Total Eclipse", hlavně pro B-stranu singlu "Run to the Hills". Nakonec byla vybrána skladba "Gangland" na album a na B-straně byla skladba "Total Eclipse". Několik členů kapely od té doby vyjádřilo lítost nad rozhodnutím a Steve Harris to komentoval slovy: "Prostě jsme si vybrali špatnou skladbu jako B-stranu. Myslím, že kdyby na albu bylo "Total Eclipse" místo "Gangland" bylo by to mnohem lepší." Nakonec skladba "Total Eclipse" byla přidána na reedici CD z roku 1998 a v roce 2022 byla přidána na vinylu alba ke 40. výročí.
Rob Halford z Judas Priest vzpomíná: „Po Nové vlně britského heavy metalu tato nahrávka skutečně dokázala, že se Iron Maiden stanou celosvětovou silou." 

## Seznam skladeb
Pokud není uvedeno jinak, autorem všech skladeb je Steve Harris.
| Pořadí | Název                   | Autor                | Délka |
| ------ | ----------------------- | -------------------- | ----- |
| 1.     | Invaders                | Harris               | 3:23  |
| 2.     | Children of the Damned  | Harris               | 4:34  |
| 3.     | The Prisoner            | Adrian Smith, Harris | 6:02  |
| 4.     | 22 Acacia Avenue        | Smith, Harris        | 6:36  |
| 5.     | The Number of the Beast | Harris               | 4:50  |
| 6.     | Run to the Hills        | Harris               | 3:52  |
| 7.     | Gangland                | Smith, Clive Burr    | 3:47  |
| 8.     | Hallowed Be Thy Name    | Harris               | 7:10  |

### Znovuvydání z roku 1995
1. "Total Eclipse"
2. "Remember Tomorrow (živě)"

## Sestava
- Bruce Dickinson - zpěv
- Dave Murray - kytara
- Adrian Smith - kytara, doprovodný zpěv
- Steve Harris - baskytara, doprovodný zpěv
- Clive Burr - bicí

- Martin "Farmer" Birch - produkce
- Nigel „It Was Working Yesterday“ Hewitt-Green - režie
- Rod Smallwood - manažer skupiny
- Ross Halfin - hlavní fotograf
- Derek Riggs - Ilustrace obalu

- rozšířené vydání
  - Simon „Chope 'Em Out“ Heyworth - Digitální vyčištění
  - Doug Hall - produkce

- další fotografové
  - George Chin
  - Robert Ellis
  - Denis O'Regan